# アー・ユー・デッド・イェット?
『アー・ユー・デッド・イェット?』（Are You Dead Yet?）は、フィンランドのメロディックデスメタルバンド、チルドレン・オブ・ボドムが2005年に発表した5作目のスタジオ・アルバム。ローペ・ラトヴァラ加入後としては初のスタジオ・アルバムとしてリリースされた。

## 背景
収録曲のうち「トラッシュド、ロスト&ストラングアウト」は2004年5月にレコーディングされており、同年にはシングルとしてリリースされ、フィンランドのシングル・チャートで4週連続1位を獲得した。
2004年12月、バンドの中心人物アレキシ・ライホが腕を骨折するが、2005年1月末には元のようにギターを弾けるようになり、バンドは2005年4月よりアルバムのレコーディングに入る。
2005年8月17日、「イン・ユア・フェイス」が本作からの先行シングルとしてリリースされて、フィンランドのシングル・チャートで初登場1位となった。そして、2005年9月14日には本作がフィンランドと日本で先行発売され、他の国では9月19日にリリースされた。
日本盤には、シングル「イン・ユア・フェイス」のカップリング曲として発表されたブリトニー・スピアーズのカヴァー「 ウップス!...アイ・ディド・イット・アゲイン」と、それまで未発表だったポイズンのカヴァー「トーク・ダーティ・トゥ・ミー」がボーナス・トラックとして追加された。なお、「ウップス!...アイ・ディド・イット・アゲイン」には元ナイロン・ビートのヨンナ・コソネンがボーカルで参加している。また、アメリカ盤CDにはラモーンズのカヴァー「Somebody Put Something in My Drink」がボーナス・トラックとして収録された。

## 反響
母国フィンランドのアルバム・チャートでは自身2度目の1位を獲得。スウェーデン及びドイツのアルバム・チャートでは16位に達し、両国において自身初のトップ20入りを果たした。また、バンドは本作で初めてアメリカの『ビルボード』においてチャート・インを果たし、Billboard 200では195位、トップ・ヒートシーカーズでは6位、インディペンデント・アルバム・チャートでは16位に達した。

## 収録曲
特記なき楽曲はアレキシ・ライホ作。
1. リヴィング・デッド・ビート - Living Dead Beat - 5:18
2. アー・ユー・デッド・イェット? - Are You Dead Yet? - 3:54
3. イフ・ユー・ウォント・ピース…プリペア・フォー・ウォー - If You Want Peace… Prepare for War - 3:57
4. パンチ・ミー・アイ・ブリード - Punch Me I Bleed - 4:51
5. イン・ユア・フェイス - In Your Face - 4:15
6. ネクスト・イン・ライン - Next in Line - 4:19
  - 作詞：アレキシ・ライホ、キンバリー・ゴス／作曲：アレキシ・ライホ
7. バスターズ・オブ・ボドム - Bastards of Bodom - 3:29
  - 作詞：キンバリー・ゴス／作曲：アレキシ・ライホ、ローペ・ラトヴァラ
8. トラッシュド、ロスト&ストラングアウト - Trashed, Lost & Strungout - 4:01
9. ウィ・アー・ノット・ゴナ・フォール - We're Not Gonna Fall - 3:20

### 日本盤ボーナス・トラック
1. ウップス!...アイ・ディド・イット・アゲイン - Oops!... I Did It Again - 3:19
  - 作詞・作曲：マックス・マーティン、ラミ
2. トーク・ダーティ・トゥ・ミー - Talk Dirty to Me - 3:35
  - 作詞・作曲：ブレット・マイケルズ、C・C・デヴィル、ボビー・ダル、リッキー・ロケット

### アメリカ盤ボーナス・トラック
1. Somebody Put Something in My Drink
  - 作詞・作曲：リッチー・ラモーン

## 他メディアでの使用例
「イフ・ユー・ウォント・ピース…プリペア・フォー・ウォー」は、2010年に音楽ゲーム『Guitar Hero: Warriors of Rock』で使用された。

## 参加ミュージシャン
- アレキシ・ライホ - ボーカル、リードギター
- ローペ・ラトヴァラ - リズムギター
- ヤンネ・ウィルマン - キーボード
- ヘンカ・ブラックスミス - ベース
- ヤスカ・ラーチカイネン - ドラムス

アディショナル・ミュージシャン
- ヨンナ・コソネン - ボーカル(on Oops!... I Did It Again)